# Ochna sambiranensis
Ochna sambiranensis är en tvåhjärtbladig växtart som beskrevs av Martin Wilhelm Callmander och Phillipson. Ochna sambiranensis ingår i släktet Ochna och familjen Ochnaceae. Inga underarter finns listade i Catalogue of Life.